# Małgorzata Książkiewicz
Małgorzata Książkiewicz, född 5 maj 1967 i Zielona Góra, är en polsk före detta sportskytt.
Książkiewicz blev olympisk bronsmedaljör i gevär vid sommarspelen 1992 i Barcelona.